# Вулиця Семена Скляренка (Київ, Дніпровський район)
Ву́лиця Семе́на Скляре́нка — зникла вулиця, що існувала в Дніпровському районі (на той час — Дарницькому) міста Києва, місцевість Микільська Слобідка. Пролягала від Броварського шосе до Лівобережної вулиці.

## Історія
Вулиця виникла в 1-й чверті XX століття, під назвою Червоногарматна вулиця. У 1941–1943 роках мала назву Ланцюгова вулиця. Назву вулиця Семена Скляренка, на честь українського письменника Семена Скляренка, набула 1962 року. 
Ліквідована 1977 року  у зв'язку зі знесенням старої забудови.
1973 року на честь Семена Скляренка перейменовано Маловишгородську вулицю.